# Pareidoli

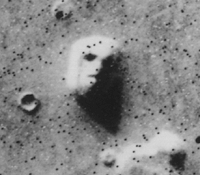
Satellitbild av mesa i Cydonia på Mars i vilken många betraktare ser formen av ett ansikte.

Pareidoli är ett psykologiskt fenomen där en person uppfattar ett tydligt mönster i vaga eller slumpmässiga visuella stimuli. Vanligt förekommande exempel på pareidoli är att en person ser ansikten i föremål, moln eller andra bilder.
Ordet kommer från grekiskans para (παρά, "vid sidan av", "istället för") som i denna kontext avser något felaktigt och eidōlon (εἴδωλον "bild", "form", "skepnad"). Ordet kan definieras som 'feltolkning av det sedda'.